# 人民团结 (西班牙)
人民团结（西班牙語：Unidad Popular）是西班牙的一个已不存在的左翼选举联盟。该联盟成立于2015年10月22日，为应对2015年西班牙大选而成立。
该联盟成立时，取名为同一个现在，后改现名。该联盟的主导成员是联合左翼。该联盟提名的西班牙首相候选人是阿尔贝托·加尔松。
2016年5月9日，该联盟解散。同日，该联盟的大部分成员与我们能组成了新的左翼选举联盟联合我们能。

## 成员
- 联合左翼
- 阿拉贡联盟
- 大会
- 卡斯蒂利亚左翼
- 阿斯图里亚斯左翼
- 建设左翼—社会主义替代
- 在大众之中是的我们能科尔多瓦
- 我们塞哥维亚